# Bystrycja (okres Mukačevo)
Bystrycja (ukrajinsky Би́стриця, dříve Ряпидъ, maďarsky Repede, česky Rjapity) je obec v okrese Mukačevo v Zakarpatské oblasti Ukrajiny. Patří do Čynadijevské vesnické komunity. Osadou obce Bystrycja je Vilchovycja. V roce 2025 zde žilo 1086 obyvatel; v celé obci pak 1835 obyvatel.

## Historie
První písemná zmínka o obci pochází z roku 1278. Nedaleko obce byly objeveny depoty výrobků z pozdní doby bronzové (2. tisíciletí před naším letopočtem).  V letech 1919 až 1938 byla ves (pod názvem Rjapity) součástí Československa. Za první československé republiky zde byla četnická stanice.